# Suchlicze
Suchlicze (biał. Сухлічы; ros. Сухличи) – wieś na Białorusi, w obwodzie mińskim, w rejonie kleckim, w sielsowiecie Zubki.
Znajduje tu się przystanek kolejowy Zubki, położony na linii Osipowicze – Baranowicze.

## Historia
Dawniej wieś i folwark będący własnością Radziwiłłów. Do 1874 dobra należały do ordynacji kleckiej, a następnie wskutek rodzinnego układu do ordynacji nieświeskiej. W XIX i w początkach XX w. położony był w Rosji, w guberni mińskiej, w powiecie słuckim, w gminie Kleck.
W dwudziestoleciu międzywojennym leżały w Polsce, w województwie nowogródzkim, w powiecie nieświeskim, w gminie Kleck. W 1921 wieś liczyła 360 mieszkańców, zamieszkałych w 70 budynkach, w tym 330 Polaków i 30 Białorusinów. 348 mieszkańców było wyznania prawosławnego, 8 mojżeszowego i 4 rzymskokatolickiego. Folwark liczył zaś 27 mieszkańców, zamieszkałych w 6 budynkach, wyłącznie Polaków. 21 mieszkańców było wyznania prawosławnego i 6 rzymskokatolickiego.